# Bernardino Zenale
Bernardo, o Bernardino Zenale (Treviglio c. 1460 - Milán 1526) fue un pintor y arquitecto italiano del Renacimiento.

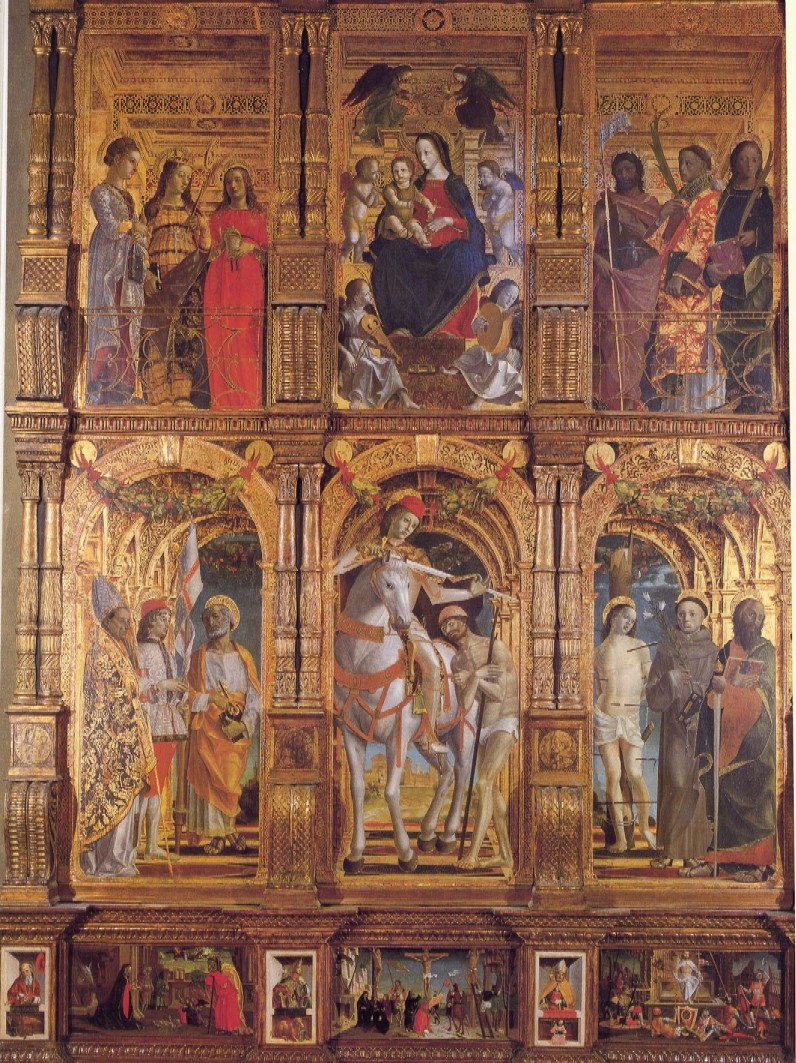
Bernardino Butinone y Bernardino Zenale: Políptico de Treviglio.

De este pintor y arquitecto lombardo se tienen escasas referencias hasta aparecer nombrado en las actas de la Confraternidad (gremio) de los Pintores Milaneses en 1481. En 1485 Zenale, junto a Bernardino Butinone, concluyen y firman el monumental políptico de la iglesia de san Martino en Treviglio (Políptico de Treviglio). En esta obra, pertenecen a Zenale el planteamiento arquitectónico del conjunto y los dos paneles de la izquierda. En ese mismo año, aunque en Milán, Zenale y Butinone se encargaron de realizar los frescos para la iglesia de Santa Maria delle Grazie, correspondiendo a Zenale los "tondos" con santos en la nave central del edificio; en dichas pinturas se aprecian influjos de Mantegna. Participó luego Zenale a la par de Jacopino de Mottis en la decoración de la Cartuja de Pavía, siendo en 1490 contratado por Ludovico el Moro para decorar la (luego destruida) sala della Balla en el Castillo Sforzesco de Milán. Entre el período que va de 1484 a 1493 Zenale realizó en colaboración con Butinone los frescos de las escenas de la Vida de san Ambrosio y Los Ángeles músicos que se encuentran en la capilla Grifi de la iglesia milanesa de San Pietro a Gesate.
A inicios del siglo XVI comenzó a hacerse notar en la obra de Zenale el notorio influjo de Leonardo (influjo que, entre otros, también sería determinante en quien hasta entonces había sido un discípulo de Zenale: Boltraffio); aunque en Zenale los influjos leonardescos son reelaborados con una personalísima versión pictórica, tal como se hace evidente en el políptico que pintó para la Confraternità dell'Immacolata Concezione de la población de Cantù (actualmente en poder del Getty Museum). También es memorable la presencia de Zenale en Brescia a fin de realizar la pala llamada Del Sacramento en la iglesia de San Giovanni Vangelista, obra que resultó importantísima para el desarrollo de la pintura bresciana posterior (por ejemplo en Altobello Melone y Girolamo Romanino).
En 1510 Zenale pintó una tabla para la iglesia de San Francesco a Milano (actualmente en el museo de Denver). En 1519 fue nombrado arquitecto de la Veneranda fabbrica del Duomo para la conclusión de la Catedral de Milán, supervisando la realización de la gran maqueta de madera que actualmente se puede ver en el museo de la misma catedral; aunque hasta 1522 Zenale no tomó la dirección de las obras, al obtener el cargo que previamente ocupara Giovanni Antonio Amadeo; paralelamente dirigió las obras para la construcción de la iglesia de Santa Maria presso San Celso.
Giovanni Paolo Lomazzo, quien pudo ver varias obras hoy perdidas de Zenale, recuerda que el artista trevigliano poseía gran pericia para efectuar escorzos y perspectivas, lo que hace pensar que Zenale llegó a entablar una relación con Bramante, pudiendo escribir un (hoy perdido) Tratado de perspectiva. En efecto, el estilo de Zenale se expresa mediante formas dilatadas y sin embargo serenas, situadas sólidamente en espacios amplios, lo cual trasunta el influjo del Bramante.

## Otras
- Tríptico de la Virgen con el Niño (Colección Kress).
- Virgen y Niño entre Santa María Magdalena y Santa Catalina de Alejandría (Museos Cívicos de Pavía)
- Santos (c. 1497, Colección Contini Bonacossi, Florencia).
- Parte central del Políptico de San Ambrogio (los laterales son de Bernardo Butinone) en Milán, en la iglesia de San Pedro de Gessate.